# Ataques alemanes a Nauru
Los ataques alemanes contra Nauru se refieren a los dos ataques contra Nauru en diciembre de 1940. Estos ataques fueron llevados a cabo por cruceros auxiliares entre el 6 y el 8 de diciembre y el 27 de diciembre. Los asaltantes hundieron cinco buques mercantes de los aliados e infligieron graves daños a las importantes instalaciones de carga de fosfatos de Nauru. A pesar de la importancia de la isla para las economías australiana y neozelandesa, Nauru no fue defendida y la fuerza alemana no sufrió ninguna pérdida.
Los dos ataques fueron las operaciones más eficaces llevadas a cabo por los asaltantes alemanes en el Océano Pacífico durante la Segunda Guerra Mundial. Interrumpieron el suministro de fosfato a Australia, Nueva Zelanda y Japón, lo que redujo la producción agrícola en estos países. En respuesta, se desplegaron buques de la Armada Aliada para proteger Nauru y las cercanas  islas oceánicas y escoltar a los buques en el Océano Pacífico Sur. También se establecieron pequeñas guarniciones para proteger las dos islas.

## Antecedentes
Nauru y la cercana Ocean Island fueron importantes fuentes de fosfato para la producción de fertilizantes en Australia y Nueva Zelanda y desempeñaron un papel importante en las industrias agrícolas de ambos países en el momento de la Segunda Guerra Mundial. La Comisión Británica de Fosfato (BPC), con sede en Melbourne, gestionó la extracción y exportación de fosfato de las islas y dominó todos los aspectos de la vida de Nauruan. Durante el año que terminó el 30 de junio de 1940, el BPC enviado casi un millón de toneladas de fosfato de Nauru y aproximadamente la mitad de esa cantidad de la isla del océano usando su flota de cuatro buques ( Triádico, Triaster, Triona y Trienza) y buques mercantes fletados.
Como las islas no tienen puertos o anclajes, las naves de fosfato se cargaron asegurándose a los amarres profundos y embarcando su carga a través de embarcaderos en voladizo. Durante los períodos de viento en el suroeste, que son comunes de noviembre a marzo, los barcos tuvieron que dejar de cargar y navegar lejos de la isla hasta que las condiciones mejoren. Era común que a estos barcos se les permitiera ir a la deriva para ahorrar combustible, y a menudo había varios barcos que se encontraban frente a Nauru.
A pesar de su importancia para las economías de Australia y Nueva Zelanda, a Nauru y a las islas del Océano se les había asignado una prioridad baja para los recursos militares limitados que estaban disponibles para proteger la Estación de Australia y ambas islas no estaban defendidas en diciembre de 1940. Se habían acumulado reservas estratégicas de fosfato. en Australia, sin embargo, para disminuir el impacto de un ataque en las islas.
A fines de octubre de 1940, el asaltante alemán Orion, que fue comandado por el Capitán Kurt Weyher, se encontró con Komet, que estuvo bajo el mando del Capitán Robert Eyssen, y el barco de suministros Kulmerland en Lamotrek en las Islas Caroline. Eyssen era el más alto de los dos capitanes, y asumió el mando general de la fuerza. Los tres barcos operaron frente a la costa este de Nueva Zelanda durante 18 días durante noviembre y hundieron la pequeña montaña rusa Holmwood y el gran transatlántico Rangitanecon disparos sin ser detectados por las débiles defensas de Nueva Zelanda los días 25 y 27 de noviembre respectivamente. Después de estos ataques, los asaltantes se dirigieron a las islas Kermadec, donde trasladaron a sus mujeres y niños prisioneros a Kulmerland el 29 de noviembre. Los tres barcos luego se dirigieron a Nauru para atacar la industria de fosfato de la isla y la concentración de barcos que los capitanes alemanes sabían que usualmente estaba presente.

## Ataques a Nauru

Movimientos de los tres barcos alemanes en diciembre de 1940 y enero de 1941

La fuerza alemana encontró su primer barco BPC mientras iba camino a Nauru. El 6 de diciembre, el Triona, de 4413  toneladas largas fue atacada al noreste de las Islas Salomón y fue hundido con torpedos después de una persecución en la que tres de sus tripulantes murieron a causa de las armas de los invasores. Los 68 sobrevivientes fueron capturados.
Los capitanes de los asaltantes tenían la intención de desembarcar y bombardear las instalaciones costeras de Nauru al amanecer del 8 de diciembre, pero el mal tiempo les obligó a concentrarse en los barcos que se encontraban fuera de la isla. En la noche del 7 de diciembre, el Komet, que se había adelantado al reconocimiento y se había camuflado asimilándose al barco mercante japonés Manyo Maru, hundió el barco mercante Vinni, de 5181 toneladas largas aproximadamente a 14 km al sur de Nauru. Mientras el atacante era visto desde la orilla, su disfraz tuvo éxito y se asumió que era un barco mercante con destino a Japón.
El buque Orión se unió al Komet frente a Nauru en la madrugada del 8 de diciembre y atacó y dañó a "Triadic" de 6378 toneladas y hundió al Triaster de 6032 toneladas. El Komet intentó hundir al Triadic con cargas, pero no tuvo éxito y el Orión hundió el barco mercante con disparos. El Komet hundió el vapor británico Komata de 3900 t. Tras estos ataques, los dos asaltantes y el Kulmerland se retiraron y se reunieron a unos 32 km al este de Nauru. Como el tiempo impedía un atraque en la isla, se decidió que Komet y Kulmerland irían a Ailinglaplap en las Islas Marshall, donde el Komet se reabastecería de combustible mientras que el Orión operararía al noroeste de Nauru. Después de esto, los barcos se reunirían fuera de la isla y harían otro intento de desembarcar un grupo de asaltantes.

Los ataques alemanes contra Nauru del 7 al 8 de diciembre y el 27 de diciembre de 1940

Cuando las fuerzas alemanas volvieron a reunirse frente a Nauru el 15 de diciembre, el tiempo siguió siendo demasiado malo para permitir un desembarco y el ataque contra Nauru se interrumpió. Otros ataques contra el transporte marítimo se consideraron poco prácticos, ya que los atacantes habían interceptado mensajes de radio en los que se ordenaba la dispersión de los buques con destino a Nauru y Ocean Island. En cambio, los tres barcos alemanes se dirigieron a la isla de Emirau, administrada por Australia, para desembarcar a los 675 prisioneros que llevaban consigo. Mientras Weyher se negaba a liberar a ninguno de los prisioneros étnicos europeos a bordo del Orión, ya que creía que «los oficiales y tripulantes entrenados son un problema tanto para Gran Bretaña como para el propio transporte marítimo», los barcos desembarcaron a 343 europeos y 171 chinos y personas étnicas del Pacífico Sur.
Afortunadamente para los alemanes, Emirau fue una de las pocas islas de la región que no contaba con una radio operada por Royal Australian Navy para ponerse en contacto con las autoridades australianas. Las dos familias europeas de la isla proporcionaron suministros a los prisioneros liberados y enviaron una canoa a Kavieng en Nueva Irlanda a fin de que se lo notificara al gobierno colonial de Australia. Se despachó una goleta para llevar suministros adicionales a Emirau y llegó  el 24 de diciembre. El administrador colonial de Nueva Bretaña y otros suministros también volaron a Emirau en un hidroavión. Los prisioneros liberados fueron embarcados en el vapor Nellore el 29 de diciembre para ser transportados a Townsville en Queensland, donde llegaron el 1 de enero de 1941. Proporcionaron información útil sobre las operaciones de los asaltantes alemanes, y el personal naval alemán emitió una directiva el 19 de febrero de 1941 que prohibía a los asaltantes liberar a más prisioneros.
Los tres barcos alemanes se separaron después de dejar Emirau el 21 de diciembre. Orion se dirigió a Lamutrik y luego a Maug en las Islas Marianas para revisar sus motores, Kulmerland fue a Japón, y sólo Komet continuó sus operaciones en el Pacífico Sur e intentó poner minas a las afueras de Rabaul el 24 de diciembre usando su bote a motor, pero este proyecto se abandonó cuando los motores del bote fallaron.

## Consecuencias

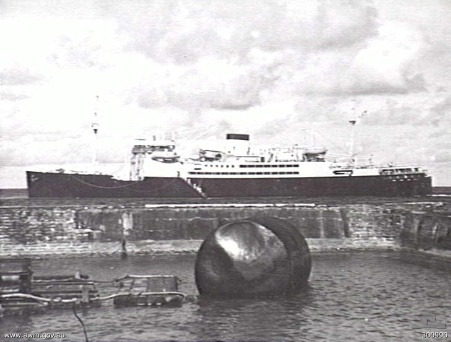
HMAS Manoora en Nauru en enero de 1941

Las incursiones alemanas en Nauru afectaron a las economías australiana y neozelandesa y fueron el mayor éxito logrado por los asaltantes alemanes en el Océano Pacífico durante la Segunda Guerra Mundial; se necesitaron diez semanas para reanudar los envíos de fosfatos desde Nauru, y la pérdida de barcos y la infraestructura dañada provocó una disminución significativa de la producción. La escasez de fosfato resultante forzó la introducción del racionamiento de fertilizantes en Nueva Zelanda a partir de julio de 1941. El bombardeo del Komet a la isla también interfirió con los envíos de fosfato a Japón, lo que hizo que el gobierno japonés amenazara con reducir la ayuda que estaba prestando a Alemania. El éxito de los ataques a Nauru llevó a rumores en Australia y Nueva Zelanda de que los invasores habían sido ayudados por la traición en las islas. Se llevaron a cabo varias investigaciones sobre los rumores y se demostró que eran infundados.
Tras las redadas, las fuerzas militares de la Commonwealth en el Pacífico tomaron medidas para evitar nuevos ataques por parte de los asaltantes. La Real Fuerza Aérea Australiana y la Real Fuerza Aérea de Nueva Zelanda volaron un mayor número de patrullas en busca de asaltantes que operan cerca de los principales puertos. Además, la Junta Naval australiana solicitó que el Almirantazgo británico autorizara la redistribución de las unidades navales australianas para enfrentar la amenaza planteada por los asaltantes. Esto se acordó, y el crucero ligero  HAMS  Sydney y el crucero mercante armado HMAS  Kanimbla regresaron a Australia desde otras estaciones. Esto permitió que se proporcionara protección naval a las islas de Nauru y Ocean, y el crucero mercante armado HMAS  Manoora llegó a Ocean Island el 4 de enero de 1941 escoltando a Trienza. Varios buques de guerra de Australia y Nueva Zelanda mantuvieron una presencia continua fuera de las islas durante los meses subsiguientes, y se desplegaron dos cañones de campaña en cada isla. Los ataques también llevaron a la introducción de convoyes entre Australia y Nueva Zelanda. Las autoridades navales pudieron usar la información que obtuvieron de los prisioneros que desembarcaron en Emirau para desviar a los buques mercantes fuera de las áreas en las que operaban los asaltantes alemanes; esto redujo en gran medida la efectividad de los asaltantes y Komet y Orion solo hundieron tres barcos en el período entre el ataque a Nauru y su regreso a Europa a fines de 1941.

## Naves hundidas
- por el Komet
  - 1940-12-06 Triona 4,413  GRT
  - 1940-12-07 Vinni[17] 5,181  GRT
  - 1940-12-07 Komata[18] 3,900  GRT
- por el Komet junto con el Orión
  - 08/12/1940 Triádico[19] 6378  GRT
  - 1940-12-08 Triaster[20] 6,032  GRT